# Charles-Gérard Eyschen
Charles-Gérard Eyschen (ur. 1800, zm. 1859) – luksemburski polityk, w latach 1856–1857 dyrektor generalny ds. sprawiedliwości Luksemburga.

## Życiorys
Urodził się w 1800 roku.
24 maja 1856 objął stanowisko dyrektora generalnego ds. sprawiedliwości w trzecim rządzie premiera Charles-Mathiasa Simonsa. Zastąpił François-Xaviera Wurtha, a urząd sprawował również w czwartym rządzie Simonsa, łącznie przez osiemnaście miesięcy do 29 listopada 1857, kiedy jego następcą został Guillaume-Mathias Augustin.
Zmarł w 1859 roku.